# Simona Brown
Simona Brown (Londra, 6 aprile 1994) è un'attrice britannica.
Ha studiato musica al BRIT School a Croydon e recitazione all'Identity School of Acting di Londra.
La Brown è apparsa nelle miniserie TV Il seggio vacante nel ruolo di Gaia e in The Night Manager nel ruolo di Grace . I suoi ulteriori ruoli televisivi includono il remake del 2016 di Radici e Murdered by My Boyfriend . Nel 2018 interpreta il personaggio principale Tess nella serie Netflix Kiss Me First.
La notorietà in Italia arriva con il ruolo di Louise nella miniserie del thriller psicologico di Netflix, Dietro i suoi occhi .

## Filmografia

### Televisione
- Maghi contro alieni (Wizards vs Aliens) – serie TV, episodi 3x09-3x10 (2014)
- Il seggio vacante (The Casual Vacancy) – miniserie TV (2015)
- Casualty – serie TV, episodio 30x05 (2015)
- Radici (Roots) – miniserie TV (2016)
- Guilt – serie TV, 10 episodi (2016)
- The Night Manager – serie TV, 3 episodi (2016)
- HIM – miniserie TV (2016)
- Outlander – serie TV, episodio 4x04 (2018)
- Kiss Me First – serie TV, 6 episodi (2018)
- La tamburina (The Little Drummer Girls) miniserie TV, 6 episodi (2018)
- Grantchester – serie TV, episodi 4x01-4x02 (2019)
- Dietro i suoi occhi (Behind Her Eyes) – miniserie TV, 6 episodi (2021)

## Doppiatrici italiane
Nelle versioni in italiano dei suoi film, Simona Brown è stata doppiata da;
- Gaia Bolognesi in Dietro i suoi occhi
- Perla Liberatori in Guilt
- Joy Saltarelli in Grantchester
- Martina Tamburello in Kiss Me First